# Front Jedności Narodowej
Front Jedności Narodowej (FNJ) – legalna ukraińska partia nacjonalistyczna, powstała w Polsce w 1933.
Walczyła przeciw polityce normalizacji, którą prowadziło UNDO, jak również przeciw działaniom terrorystycznym, jakie były domeną OUN.
Zalążkiem partii była ideologiczna grupa, skupiona wokół gazety „Nowy Czas” przez Dmytro Palijiwa. Z niej uformował się komitet założycielski partii w składzie: S. Herasymowycz (przewodniczący), Dmytro Palijiw (sekretarz), M. Błozowskyj, Wołodymyr Kochan, Ł. Sawojka. Oprócz nich do komitetu weszli członkowie spółdzielczego wydawnictwa „Batkiwszczina” – Iwan Rudnyćkyj i M. Konowalec.
Organem partii od 1933 był dwutygodnik „Peremoha”, w 1935 zmieniony w kwartalnik. W listopadzie 1934 rozpoczęto wydawać tygodnik „Batkiwszczina”, a od listopada 1935 – dziennik „Ukraiński Wisti”. Jesienią 1935 władze polskie zabroniły wydawania „Peremohy” i „Batkiwszczyny”, wtedy organem partii został „Chliborobskyj szliach”.
Podstawowymi komórkami organizacyjnymi FNJ były drużyny (wiejskie, robotnicze i inne), zorganizowane w obwody, którym przewodniczyli obwodowi. FNJ był pierwszą ukraińską organizacją niesocjalistyczną, która zdołała przyciągnąć do siebie robotników.
20 września 1936 we Lwowie odbył się I Kongres FNJ, w którym uczestniczyło 150 delegatów (z czego 80% to mieszkańcy wsi).
Kierowniczym organem FNJ było wybrane na Kongresie Kolegium Polityczne w składzie: S. Herasymowycz (przewodniczący kolegium), Dmytro Palijiw (przewodniczący FNJ), S. Wołyniec (sekretarz), W. Kochan, Ł. Sawojka, M. Szłemkewycz, J. Krochaliuk, M. Dziuba, I. Hładyłowycz.
Oprócz nich znanymi działaczami partii byli: W. Dziś, D. Kuziw, M. Kusznir, T. Rudenskyj. Drugim kierowniczym organem partii była Krajowa Rada, licząca 30 członków.
Polskie władze bacznie obserwowały działalność FNJ, często konfiskując jego wydawnictwa, i aresztując członków – na przykład na początku 1939 był aresztowany cały sekretariat.
Po wybuchu II wojny światowej część działaczy FNJ wyjechała na Zachód. Ponieważ w Generalnym Gubernatorstwie nie można było prowadzić niezależnej działalności politycznej, Dmytro Palijiw zawiesił działalność FNJ, a wiosną 1941 rozwiązał partię. Członkom partii zalecono włączyć się w prace UCK i jego ogniw terenowych.